# Законники
Законники (англ. Law Men) — вестерн 1944 року, режисера Ламберта Гілльйєра, та компанії Monogram Pictures . Це восьма стрічка із серії фільмів про маршала "Неваду" Джека МакКензі. В фільмі знялись Джонні Мак Браун, Реймонд Гаттон, Ян Вайлі, Кірбі Грант, Роберт Фрейзер та інші.
Фільм також відомий в оригіналі, як Lawmen.

## Сюжет
Два маршали США під прикриттям в'їжджають до міста Вердін. Маршали проводять розслідування, щоб визначити мешканців міста, які допомагають банді грабіжників влаштовувати пограбування місцевих банків та проїжджаючих повз диліжансів.

## У ролях
- Джонні Мак Браун — "Невада" Джек МакКензі
- Реймонд Гаттон — Сенді Гопкінс
- Ян Вайлі — Філісс
- Кірбі Грант — Клайд Міллер
- Роберт Фрейзер — банкір Бредфорд
- Едмунд Кобб — Слейд
- Арт Фаулер — Гас
- Гел Прайс — «Поп» Гейнс
- Маршалл Рід — Кілліфер
- Ізабель Візерс — тітонька Мак
- Бен Корбетт — Сіммонс
- Тед Мейпс — Керлі Балу
- Стів Кларк — Гарді
- Бад Осборн — Вілсон